# Pedro de Madrazo y Kuntz
Pour les articles homonymes, voir Madrazo.
Pedro de Madrazo y Kuntz, né le 11 octobre 1816 à Rome et mort le 20 août 1898 à Madrid, est un écrivain, poète, critique d'art et peintre espagnol. Il est, avec Gregorio Cruzada Villaamil et Valentín Carderera, l'un des plus grands historiens de l'art spécialisés dans la peinture espagnole du XIXe siècle, et l'un de ceux qui ont le plus contribué à l'étude des œuvres du musée du Prado et à son rayonnement.

## Biographie
Pedro est né à Rome, quand son père y travaille grâce à une pension octroyée par Charles IV d'Espagne. Il fait partie d'une illustre famille d'artistes : son père est le peintre néoclassique José de Madrazo y Agudo et sa mère, Isabel Kuntz Valentini, est la fille du peintre silésien Tadeusz Kuntze ; ses frères sont Luis de Madrazo et le plus célèbre de la famille : Federico de Madrazo. Il a aussi une sœur, Carlota, qui a été mariée à l'écrivain Eugenio de Ochoa,,.
Pedro de Madrazo étudie au Séminaire des nobles de Madrid, géré par les Jésuites. Il y fait la connaissance du poète Alberto Lista (es) et entame des études de droit à l'université royale de Tolède, où il obtient un baccalauréat, puis à celle de Valladolid, où il obtient une licence et rencontre le poète José Zorrilla.
Pedro de Madrazo devient professeur d'arts et fonde, entre 1835 et 1836, avec son frère Federico et Eugenio de Ochoa, la revue El artista, considérée comme l'une des entreprises les plus importantes du romantisme espagnol. Il y fait part de ses réflexions sur les différents mouvements culturels, de même qu'il contribue grandement aux initiatives de création et de divulgation artistique et culturelle de son époque. Il collabore dans les revues les plus importantes de son époque, telles que No me olvides, Semanario Pintoresco Español, El Renacimiento (es), Museo Español de Antigüedades ou La Ilustración Española y Americana. Il a aussi dirigé El Domingo. Lecturas Piadosas Entretenidas (1844-1845), où il publie des imitations des psaumes et des traductions de la Bible,.
En 1837, il s'installe pour quelques années à Paris avec son frère Federico. Il y fait la connaissance d'importants écrivains tels qu'Alexandre Dumas et Victor Hugo. Il se marie avec Manuela Rosales, fille du peintre Eduardo Rosales, avec qui il a quatre enfants : José, Emma, Sofía et Mercedes.
Comme les autres membres de sa famille, il est toujours directement en contact avec la culture officielle, ce qui lui permet de diriger le musée d'Art Moderne de Madrid et de devenir membre de l'Académie royale des beaux-arts de San Fernando en 1842 — qu'il dirige à partir de 1894 —, de l'Académie royale d'histoire en 1858 et de l'Académie royale espagnole en 1881.
Il développe également une carrière plus politique, mettant ainsi à profit ses études de Droit : il travaille pendant plus de 50 ans au Conseil d'État, où il est procureur, conseiller ou président intérimaire ; il est également sénateur du royaume d'Espagne pour l'Académie de San Fernando.

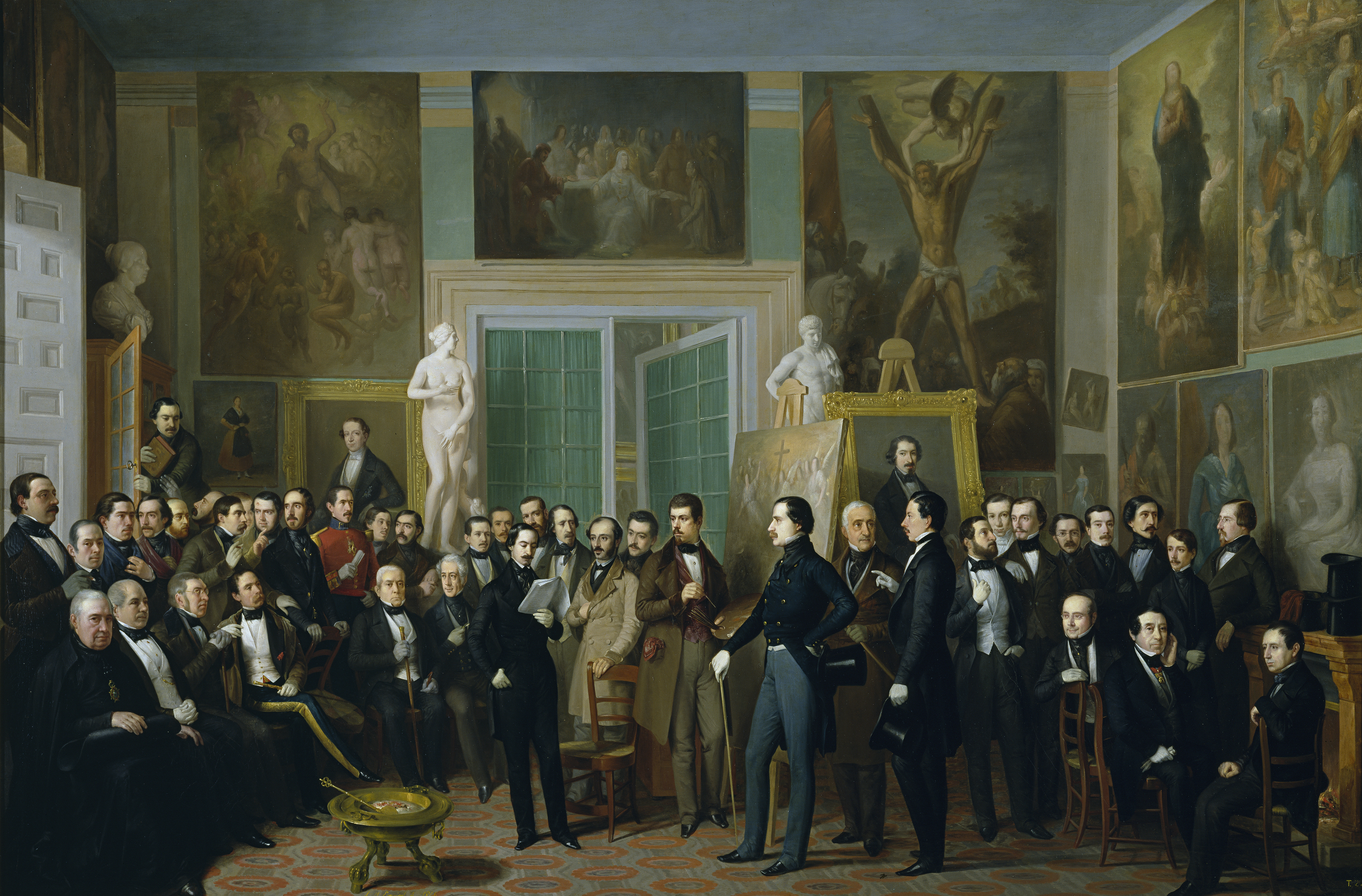
Pedro de Madrazo y Kuntz représenté dans La Réunion des poètes d'Antonio María Esquivel (1846, musée du Prado, Madrid)

## Travail littéraire et d'historien de l'art
Pedro de Madrazo a mené une grande activité d'écrivain sur l'art, en particulier la peinture, sans pour autant délaisser la sculpture, l'architecture ou les arts décoratifs. Il a notamment participé à l'un des principaux projets sur le patrimoine historique et monumental de l'Espagne du XIXe siècle : la série Recuerdos y bellezas de España (« Souvenirs et beautés de l'Espagne », pour laquelle il a écrit les volumes traitant de Cordoue, Séville et Cadix, et Navarre et Logroño.
Madrazo est également un critique d'art aiguisé qui intervient dans plusieurs polémiques importantes de son temps, telle que celle qui l'a vu se confronter à Gregorio Cruzada Villaamil à propos des mérites de José Casado del Alisal et de Antonio Gisbert, que soutient Cruzada Villaamil.
Il collabore intensément avec le musée du Prado pendant plus de cinq décennies. Il est l'auteur de tous les catalogues officiels de peintures du musée, pour lesquels il avait l'exclusivité de publication et d'exploitation commerciale. Il y eut en tout douze numéros entre 1843 et 1893 ; les sept suivants (jusqu'à celui de 1920 inclus) portent son nom, mais sont corrigés et complétés par d'autres spécialistes, tels que Salvador Viniegra et Pedro Beroqui. Quand il commence ces catalogues, il a déjà une certaine expérience littéraire : à vingt-sept ans, cela faisait près de dix ans qu'il avait fondé et dirigé El Artista. Cependant, ce n'est pas cette expérience qui le mène à ce poste, mais son père, José, alors directeur du musée.
Si les catalogues écrits par Pedro de Madrazo changent considérablement en taille (plus de 400 pages), il cherche aussi à en changer le ton : tandis que Luis Eusebi — son prédécesseur — fait des jugements critiques, les Madrazo estiment qu'un catalogue de musée se doit d'être plus aseptisé. Dans les années 1870 a lieu en Espagne un débat important sur les caractéristiques que doivent contenir les catalogues de musée. Beaucoup réclament plus d'informations sur les œuvres que celles fournies alors par le catalogue du Prado. Cruzada Villaamil, le grand rival de Madrazo, publie en 1865 son catalogue du musée de la Trinité (es), pour donner un exemple de ce que devrait être un catalogue de musée. Le musée doit s'y résoudre et s'y prépare, jusqu'en 1872 et la publication du Catálogo descriptivo e histórico del Museo del Prado de Madrid. Parte primera. Escuelas italianas y españolas, qui contient un long texte sur l'histoire des collections royales du Prado ainsi que sur les différentes écoles de peinture italiennes et espagnoles. Le résultat est un catalogue clairement et abondamment enrichi, avec notamment beaucoup de détails dans les biographies des artistes et les descriptions des œuvres, mais surtout la grande quantité de notices historiques sur l'origine des tableaux.
Sa familiarité avec les anciens inventaires lui permet de publier en 1884 ce qui demeure son œuvre la plus connue — en dehors des catalogues — : Viaje artístico de tres siglos por las colecciones de cuadros de los reyes de España (« Voyage artistique de trois siècles à travers les collections des tableaux des rois d'Espagne »). Avec cet ouvrage, il offre pour la première fois au lecteur une histoire détaillée du collectionnisme royal, c'est-à-dire celle de la royauté espagnole avant la création du Prado. Il publie d'autres œuvres en lien avec le musée, comme Real Museo y joyas de la pintura en España (« Musée royal et bijoux de la peinture en Espagne », 1857-1859) et Joyas del arte en España (Bijoux de l'art en Espagne, 1878), qui sont notamment composées de lithographies accompagnées de textes explicatifs.

## Publications
- Catalogo de los cuadros del Real Museo de Pintura y Escultura de S.M., Aguado, Madrid, 1843-1893 (puis crédité de façon posthume jusqu'en 1920)
- El Real Museo de Madrid y las joyas de la pintura en España, J. J. Martinez, Madrid 1857-1859
- Viajes de tres siglos por las colecciones de cuadros de los reyes de España, 1884
- Joyas del arte en España, 1878 (collection de lithographies)

## Conservation
Le musée du Prado acquiert en 2006 la collection familiale d'Elena Madrazo, descendante de la famille Madrazo. Cette collection est connue sous le nom de « Archivo y colección de obra sobre papel de Elena Madrazo » et contient une correspondance composé de 2 635 lettres des différents membres de la famille, dont Pedro, ainsi que plusieurs livres et dessins écrits ou composés par des membres de la famille.